# Швайнерден

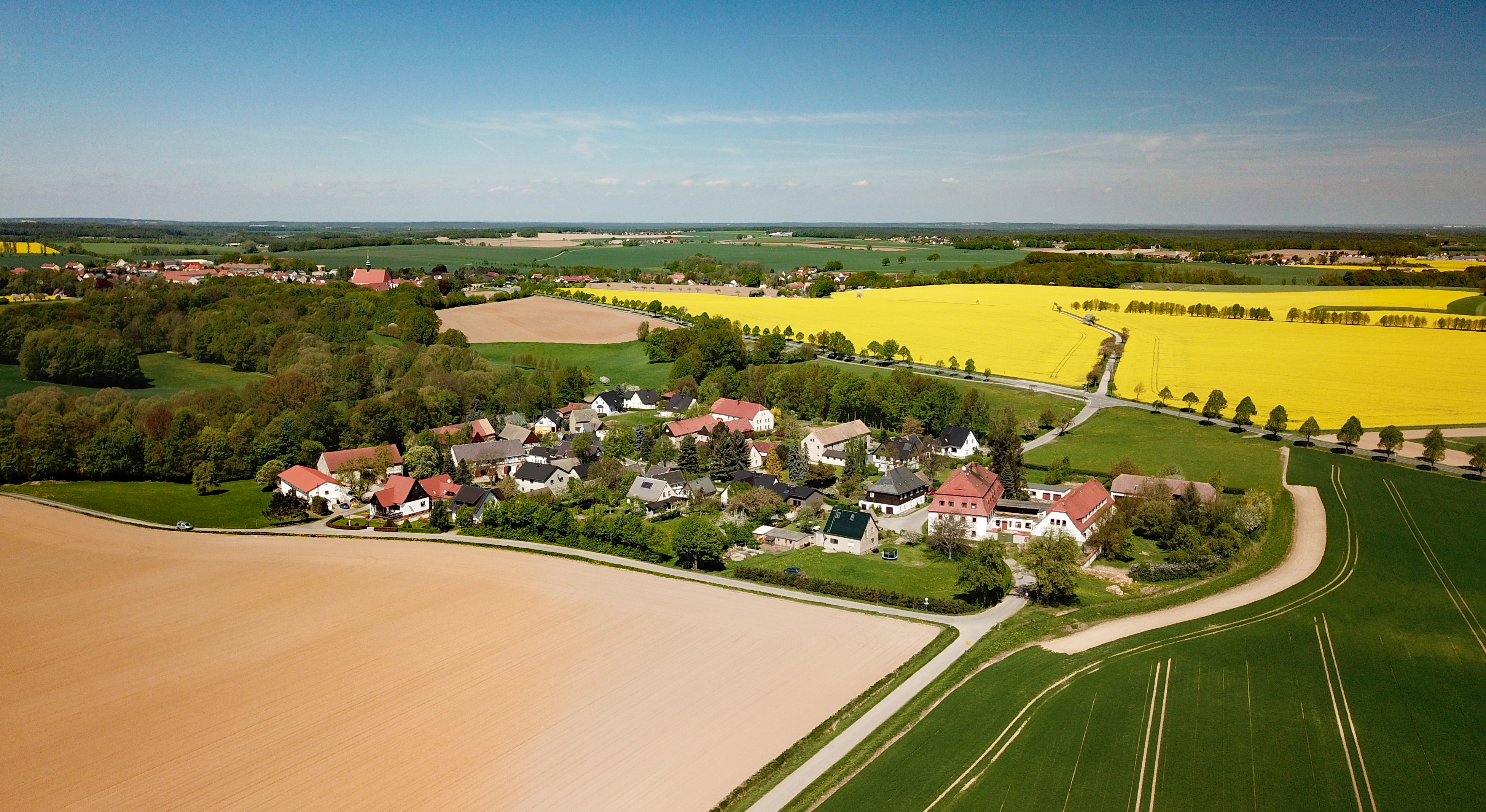

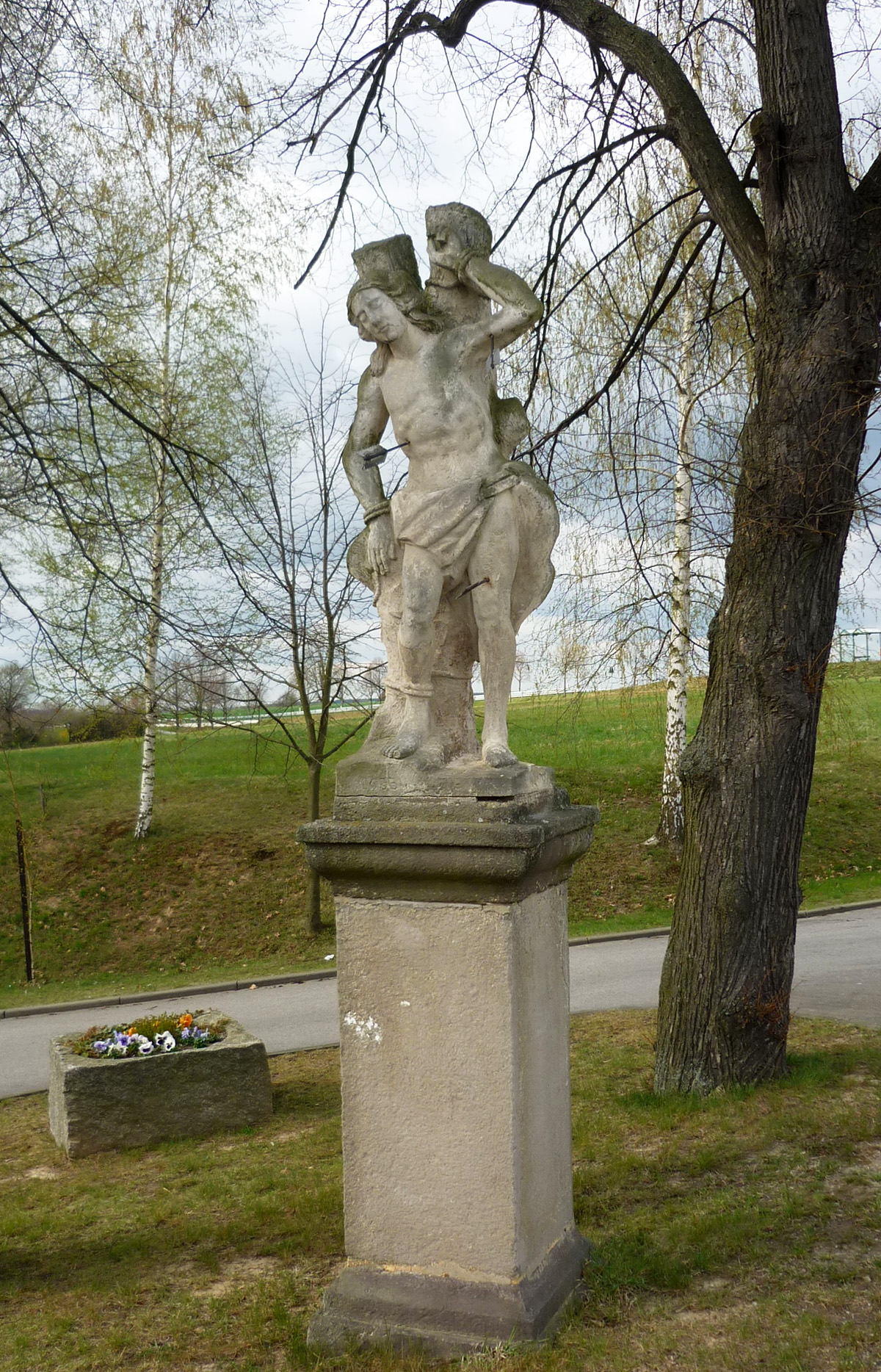
Статуя святого Себастьяна, памятник культуры и истории Саксонии, 1635 год

Шва́йнерден или Сви́нярня (нем. Schweinerden; в.-луж. Swinjarnja) — деревня в Верхней Лужице, Германия. Входит в состав коммуны Паншвиц-Кукау района Баутцен в земле Саксония. Подчиняется административному округу Дрезден.

## География
Располагается на правой стороне долины реки Клостервассер примерно в 17 километрах северо-западнее Будишина и в двух километрах юго-восточнее от административного центра коммуны Паншвиц-Кукау. Около деревни проходит автомобильная дорога S100 (Баутцен — Каменц).
Соседние населённые пункты: на востоке — деревня Зибиц, на юго-востоке — деревня Нойхоф коммуны Буркау, на юго-западе — деревня Канневиц и на северо-западе — административный центр коммуны Паншвиц-Кукау.

## История
Впервые упоминается в 1296 году под наименованием Zwinern. В средние века принадлежала женскому монастырю Мариенштерн.
До 1957 года была административным центром одноимённой коммуны. С 1957 года входит в современную коммуну Паншвиц-Кукау.
В настоящее время деревня входит в состав культурно-территориальной автономии «Лужицкая поселенческая область», на территории которой действуют законодательные акты земель Саксонии и Бранденбурга, содействующие сохранению лужицких языков и культуры лужичан.
Исторические немецкие наименования
- Zwinern, Zwynern, 1296
- Swinern, 1374
- von der Swynerne, 1400
- zu Sweynerne, Sweynerde, 1469
- Schweynerne, 1499
- Schweinerden o. Schwemerden, 1791

## Население
Официальным языком в населённом пункте, помимо немецкого, является также верхнелужицкий язык.
Согласно статистическому сочинению «Dodawki k statisticy a etnografiji łužickich Serbow» Арношта Муки в 1884 году в деревне проживало 130 человек (из них — 128 серболужичан (98 %)).
Лужицкий демограф Арношт Черник в своём сочинении «Die Entwicklung der sorbischen Bevölkerung» указывает, что в 1956 году при общей численности в 97 человек серболужицкое население деревни составляло 82,5 % (из них верхнелужицким языком активно владело 60 взрослых и 20 несовершеннолетних).
| 1834 | 1871 | 1890 | 1910 | 1925 | 1939 | 1946 | 1950 | 2004 | 2010 | 2015 | 2017 |
| ---- | ---- | ---- | ---- | ---- | ---- | ---- | ---- | ---- | ---- | ---- | ---- |
| 129  | 118  | 103  | 90   | 101  | 101  | 113  | 114  | 73   | 73   | 78   | 76   |

## Достопримечательности
Памятники культуры и истории земли Саксония
- Каменное придорожное распятие, 1900 год (№ 09301710).
- Каменный памятный знак жертвам первой и второй мировых войн, на дороге в сторону Едлица, 1918 год (№ 09227983).
- Распятие, около дома 4 по ул. Ringstraße, 1842 год (№ 09301706).
- Распятие, около дома 10 по ул. Ringstraße, 18 век (№ 09227976).
- Статуя святого Себастьяна, 1635 год (№ 09227971).
- Жилой дом, Ringstraße 1, 18 век (№ 09227972).
- Жилой дом, Ringstraße 3, 18 век (№ 09227973).
- Жилой дом, Ringstraße 4, 19 век (№ 09227977).
- Мельница с конюшней и хозяйственными постройками, Ringstraße 8, 1653 год (№ 09227975).
- Жилой дом, Ringstraße 9, 19 век (№ 09227978).
- Жилой дом, Ringstraße 13, 18 век (№ 09227980).
- Жилой дом, Ringstraße 15, начало 19 века (№ 09227979).
- Жилой дом, Ringstraße 16, 18 век (№ 09227003).
- Жилой дом, Ringstraße 21, начало 18 века (№ 09227970).
- Бывшая почтовая станция, Ringstraße 24, 18 век (№ 09227969).

Галерея

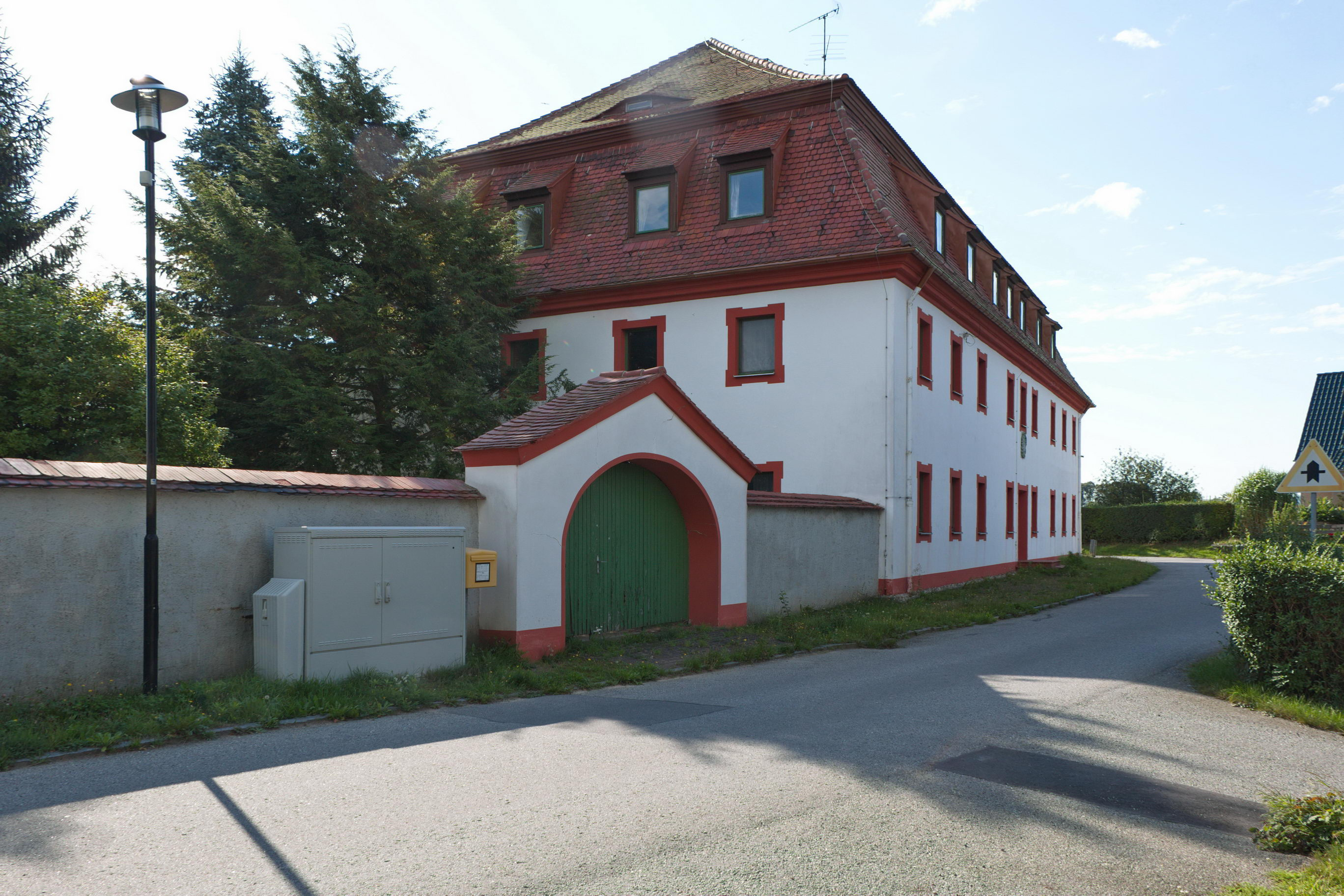
Бывшая почтовая станция, сегодня – офис благотворительной организации Каритас
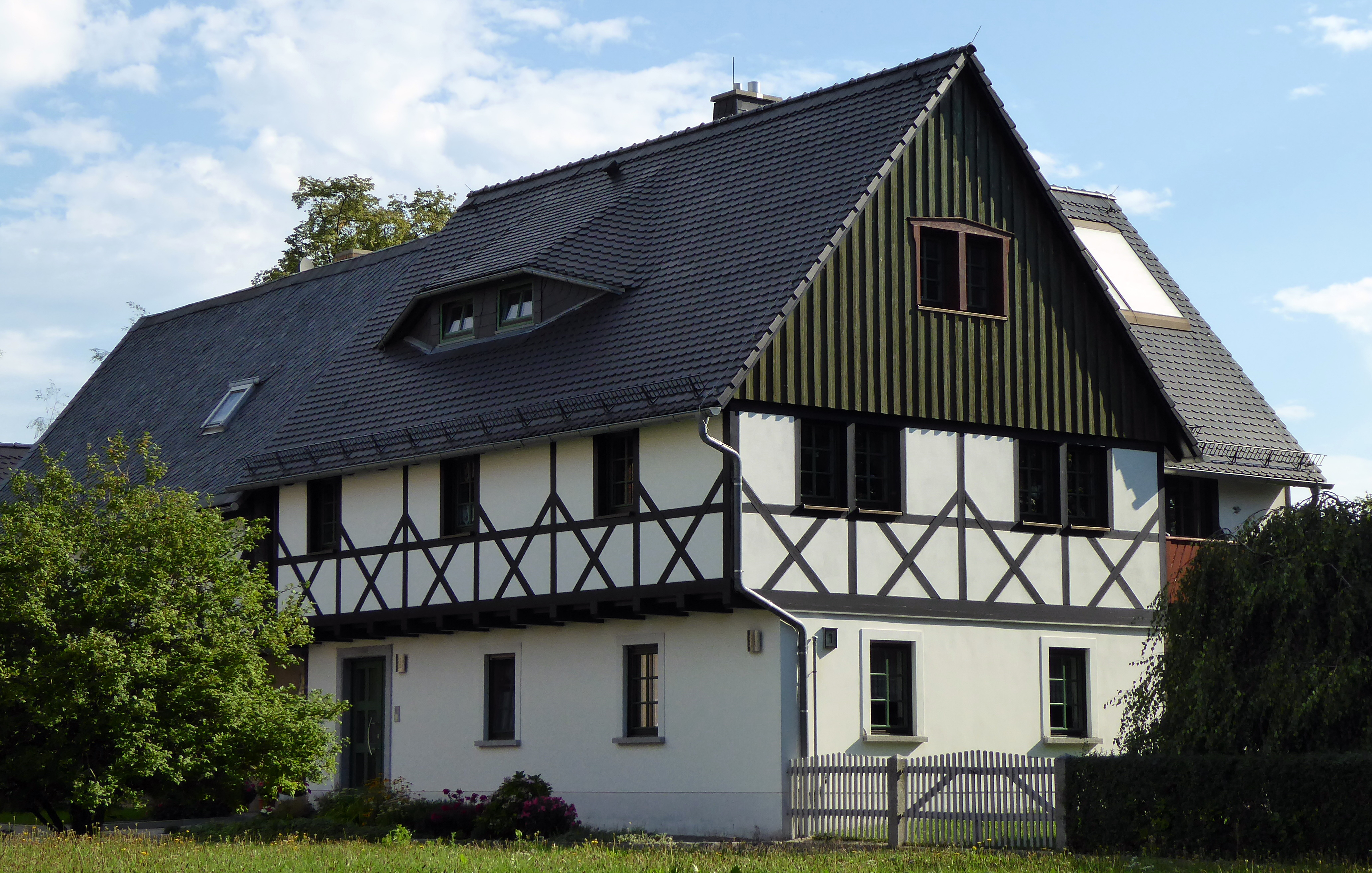
Жилой дом, Ringstraße 1
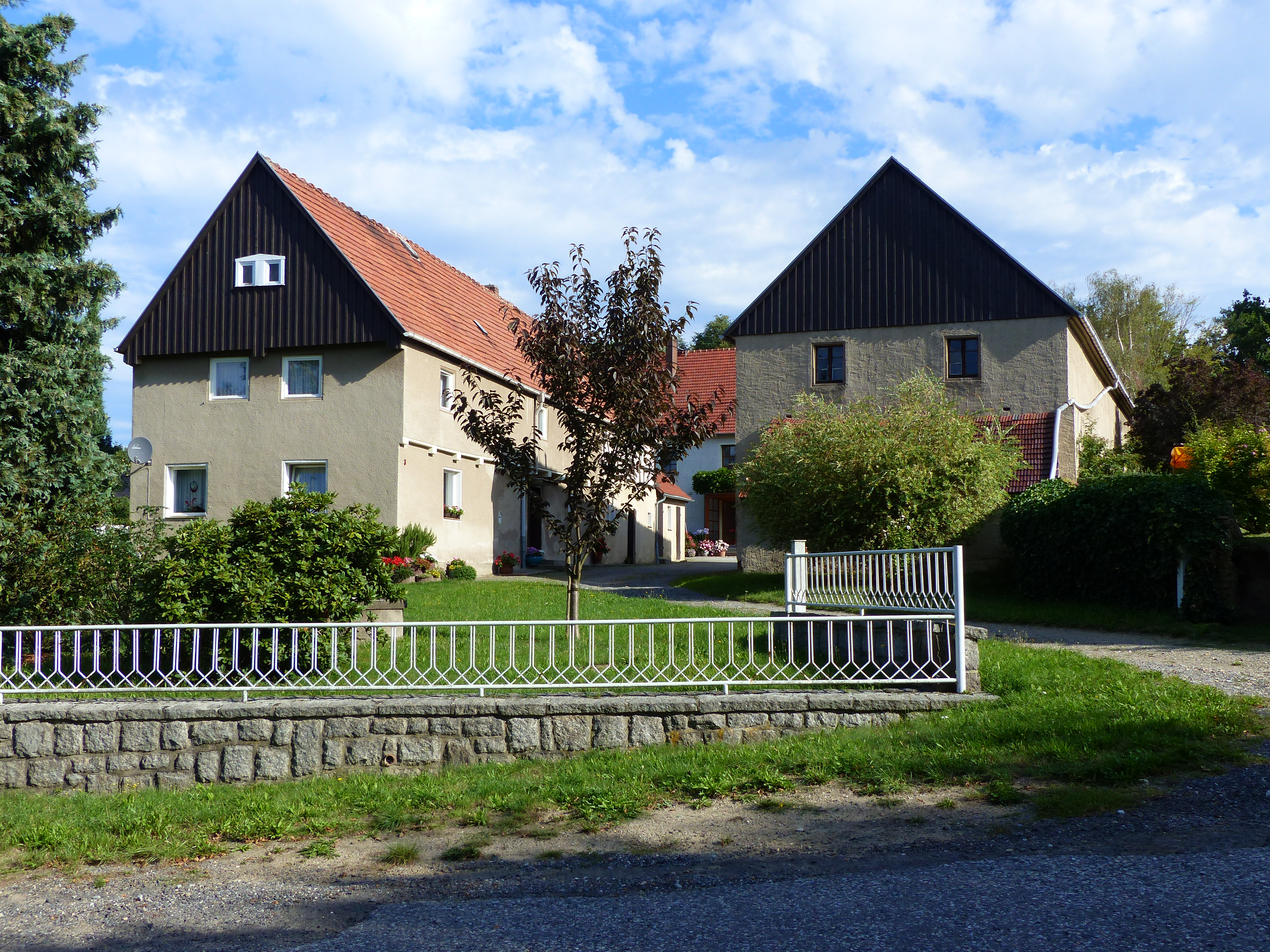
Жилой дом, Ringstraße 3
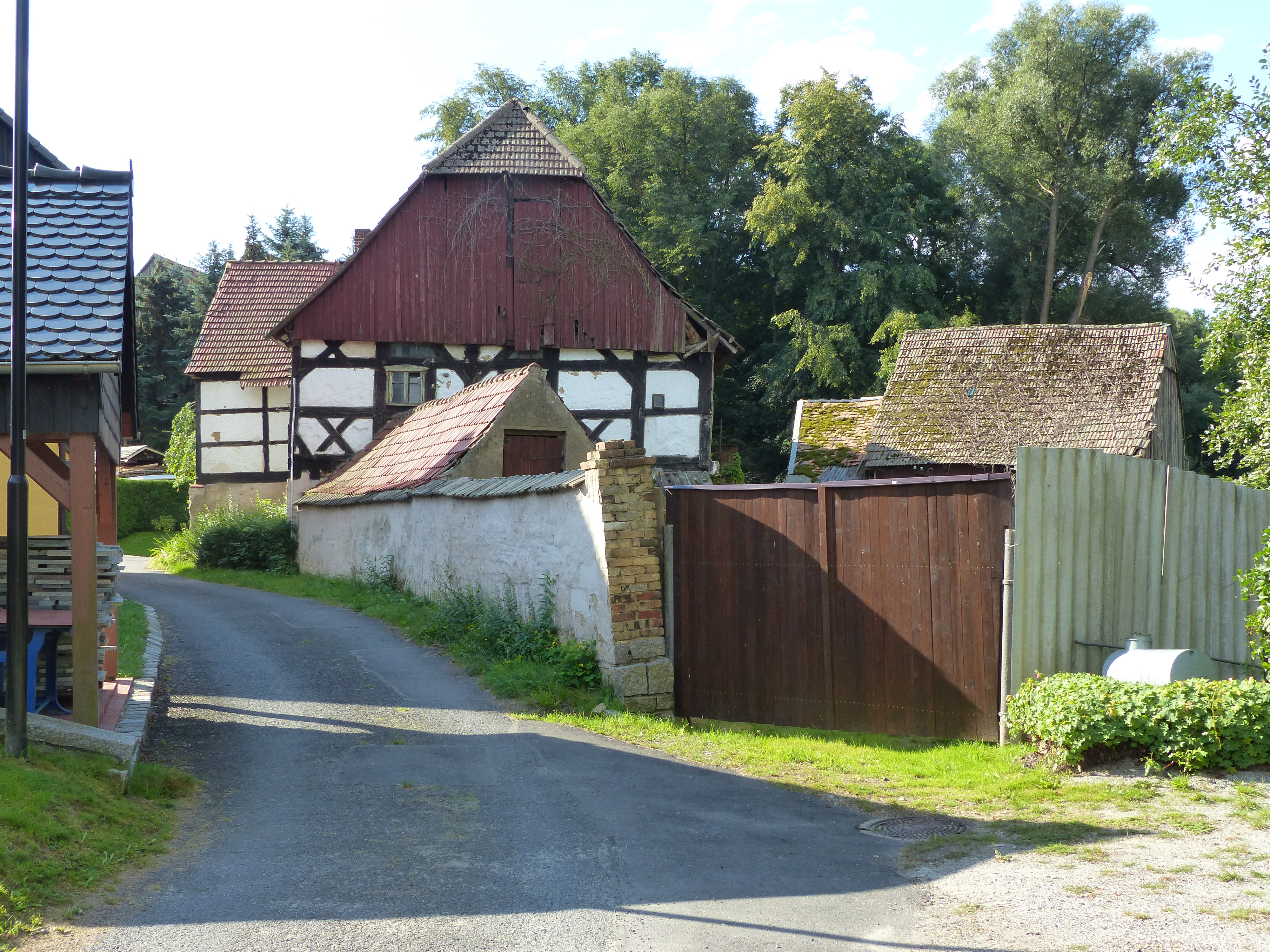
Жилой дом, Ringstraße 8
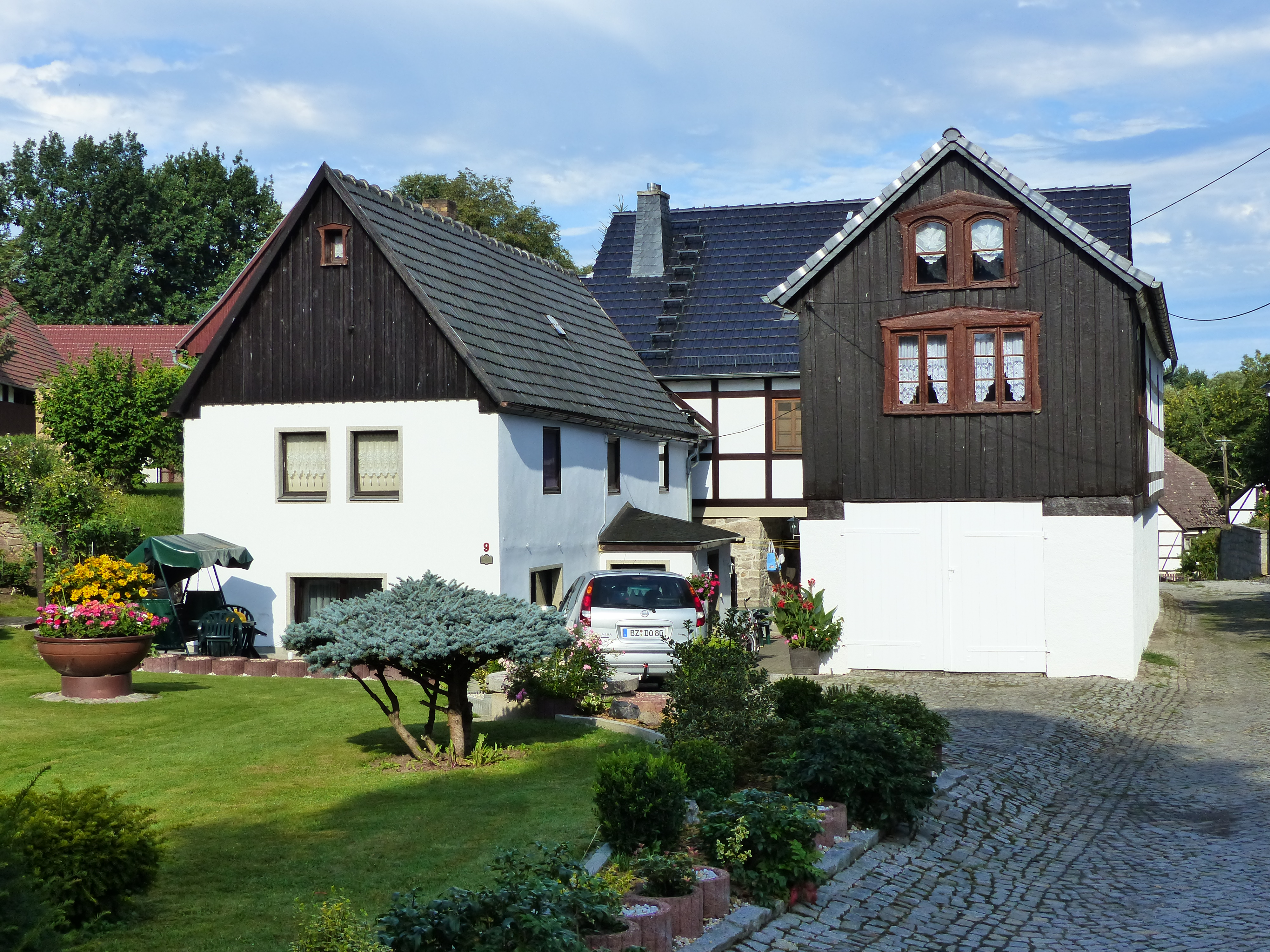
Жилой дом, Ringstraße 9
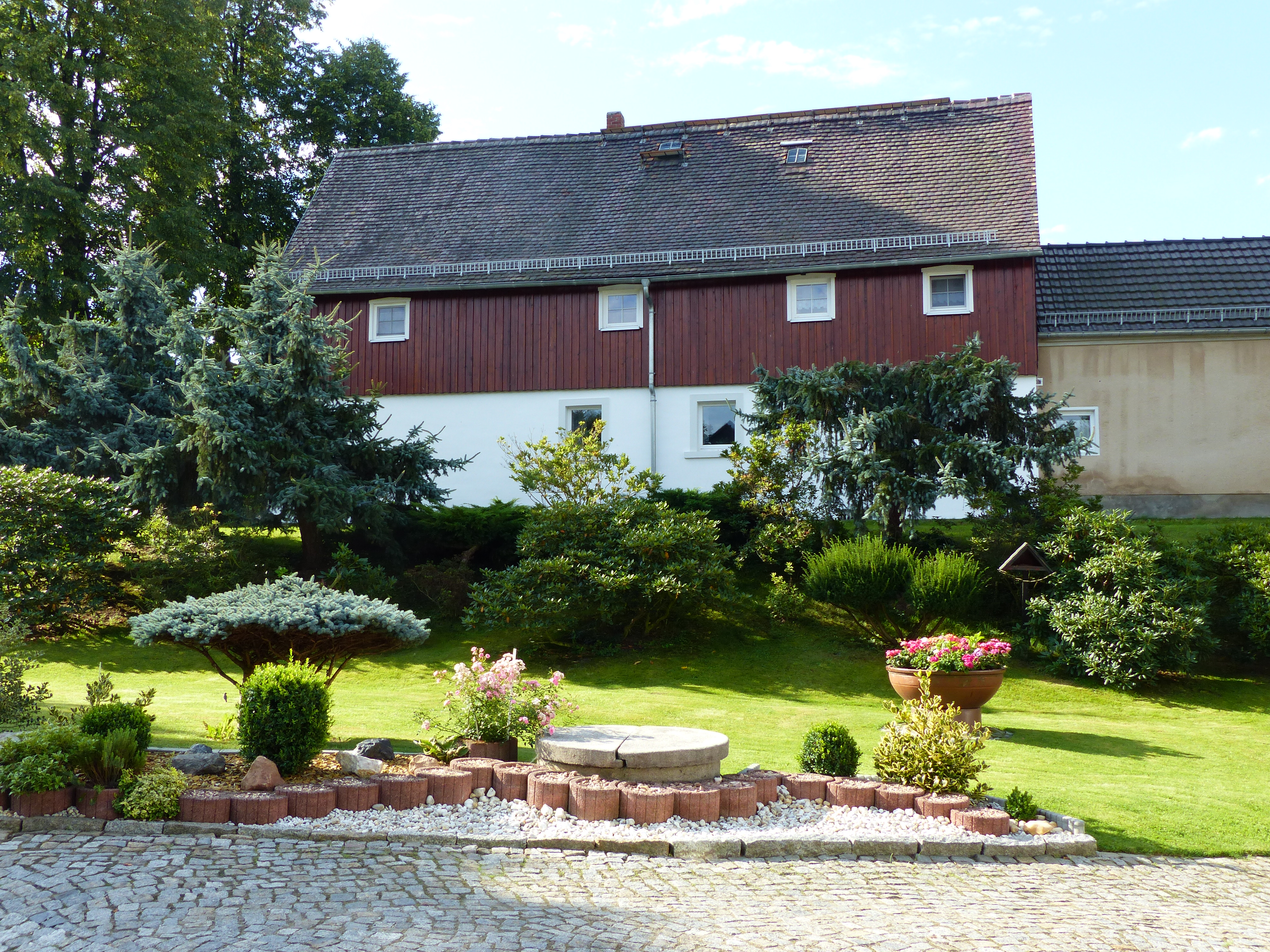
Жилой дом, Ringstraße 13
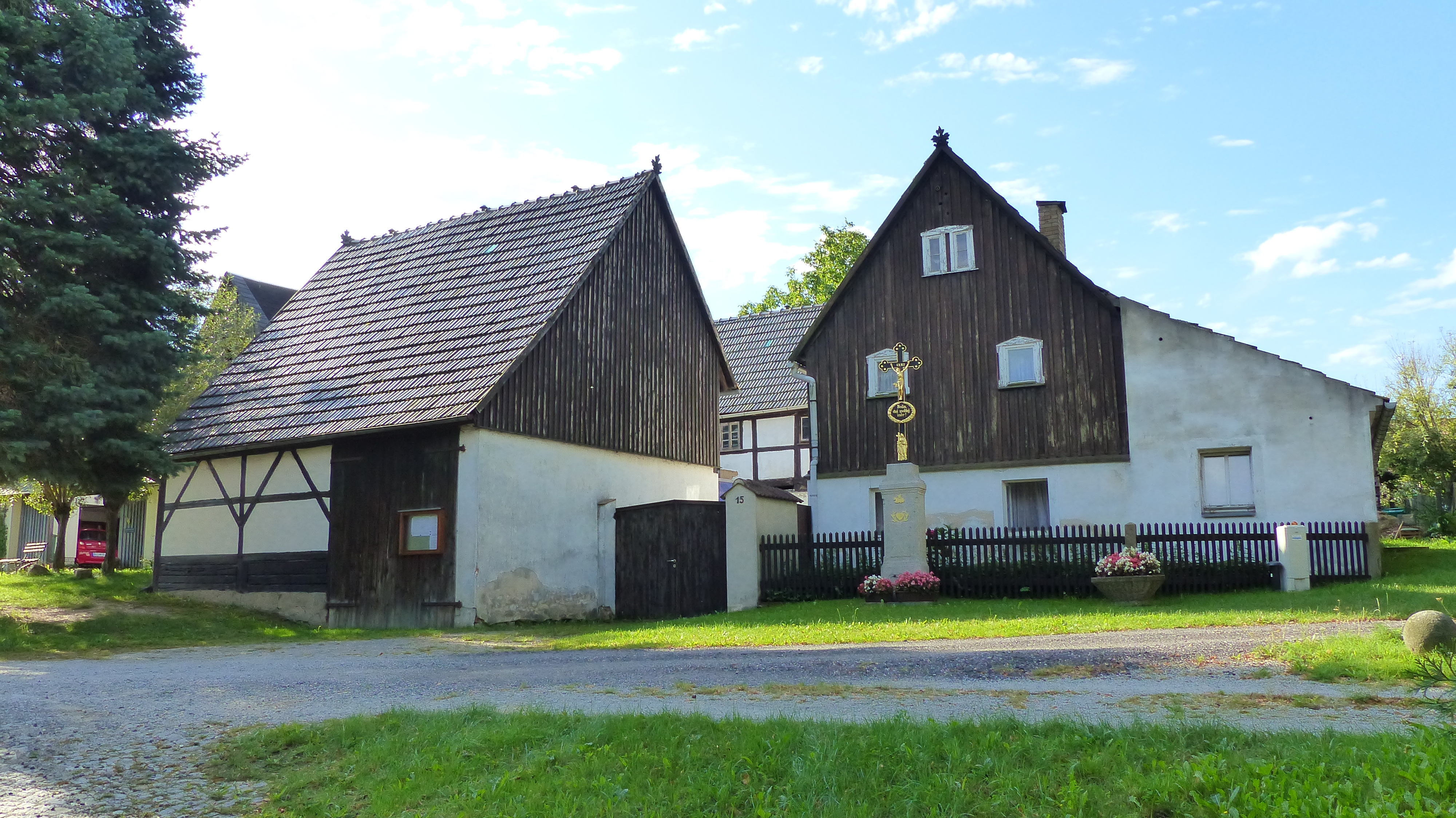
Жилой дом, Ringstraße 15
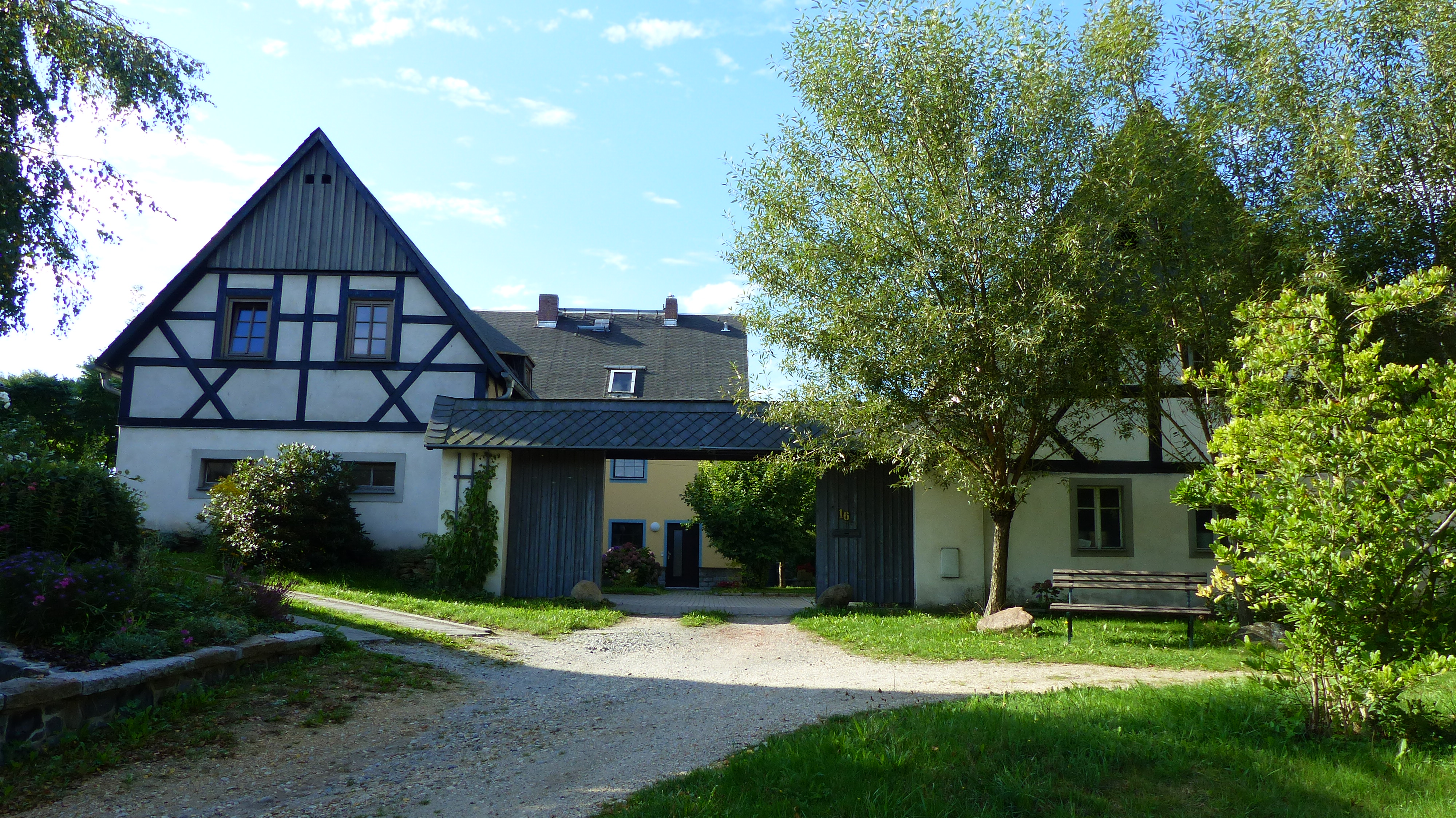
Жилой дом, Ringstraße 16

## Известные жители и уроженцы
- Якуб Герман (1836—1916) — серболужицкий общественный деятель.